# Liste des commanderies templières en Midi-Pyrénées
| Cette liste recense les commanderies et maisons de l'Ordre du Temple qui ont existé en Midi-Pyrénées. |

## Faits marquants et Histoire

La France en 1180

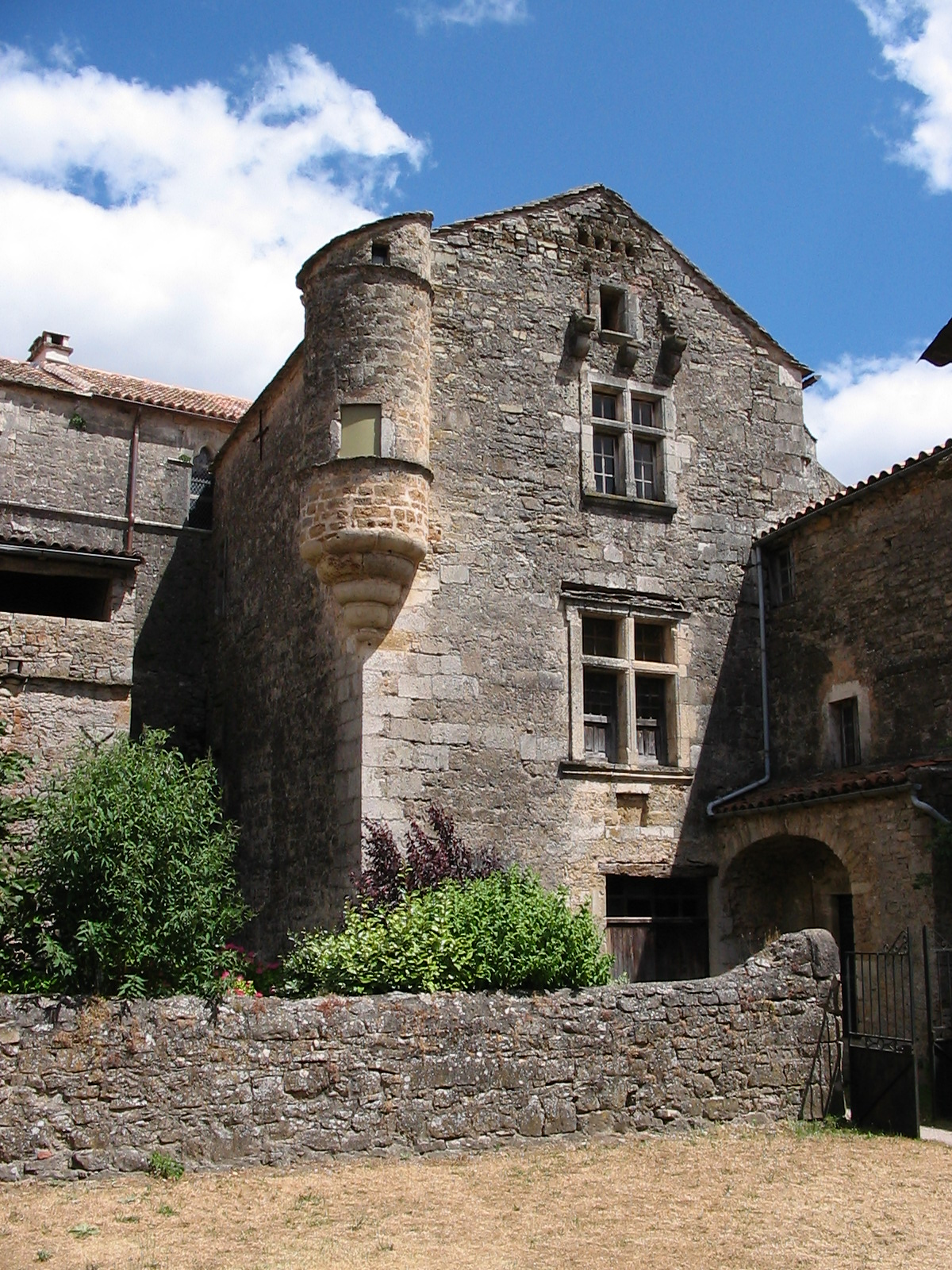
Commanderie de Sainte-Eulalie-de-Cernon

Cette région ne correspond pas du tout aux entités politiques de l'époque des templiers (XIIe et XIIIe siècles).
Il faut faire la distinction entre les commanderies qui faisaient partie de la province d'Aquitaine et celles de Provence et parties des Espagnes. Cette période étant le théâtre de nombreux conflits opposant le duché d'Aquitaine, le comté de Toulouse et les comtes de barcelone. Le comté de Toulouse finira par être annexé par le royaume de France en 1271.
Voici une liste non exhaustive de ce à quoi correspondait les départements actuels au milieu de cette période (vers 1180):
| Département     | Entité de l'époque                                | Vassal de            | Province templière   |
| --------------- | ------------------------------------------------- | -------------------- | -------------------- |
| Ariège          | Comté de Foix                                     | Aucun                | Provence             |
| Aveyron         | Comté de Rouergue et de Rodez                     | Toulouse             | Provence             |
| Gers            | Comté d'Armagnac (en partie)                      | Aquitaine            | Aquitaine            |
| Haute-Garonne   | Comté de Toulouse (nord-est) / Comté de Comminges | Toulouse / Aquitaine | Aquitaine / Provence |
| Hautes-Pyrénées | Comté de Bigorre                                  | Aquitaine            | Aquitaine            |
| Lot             | Comté de Toulouse (Quercy)                        |                      | Provence             |
| Tarn            | Vicomté d'Albi                                    | Toulouse             | Provence             |
| Tarn-et-Garonne | Comté de Toulouse (Quercy)                        |                      | Provence             |

## Commanderies

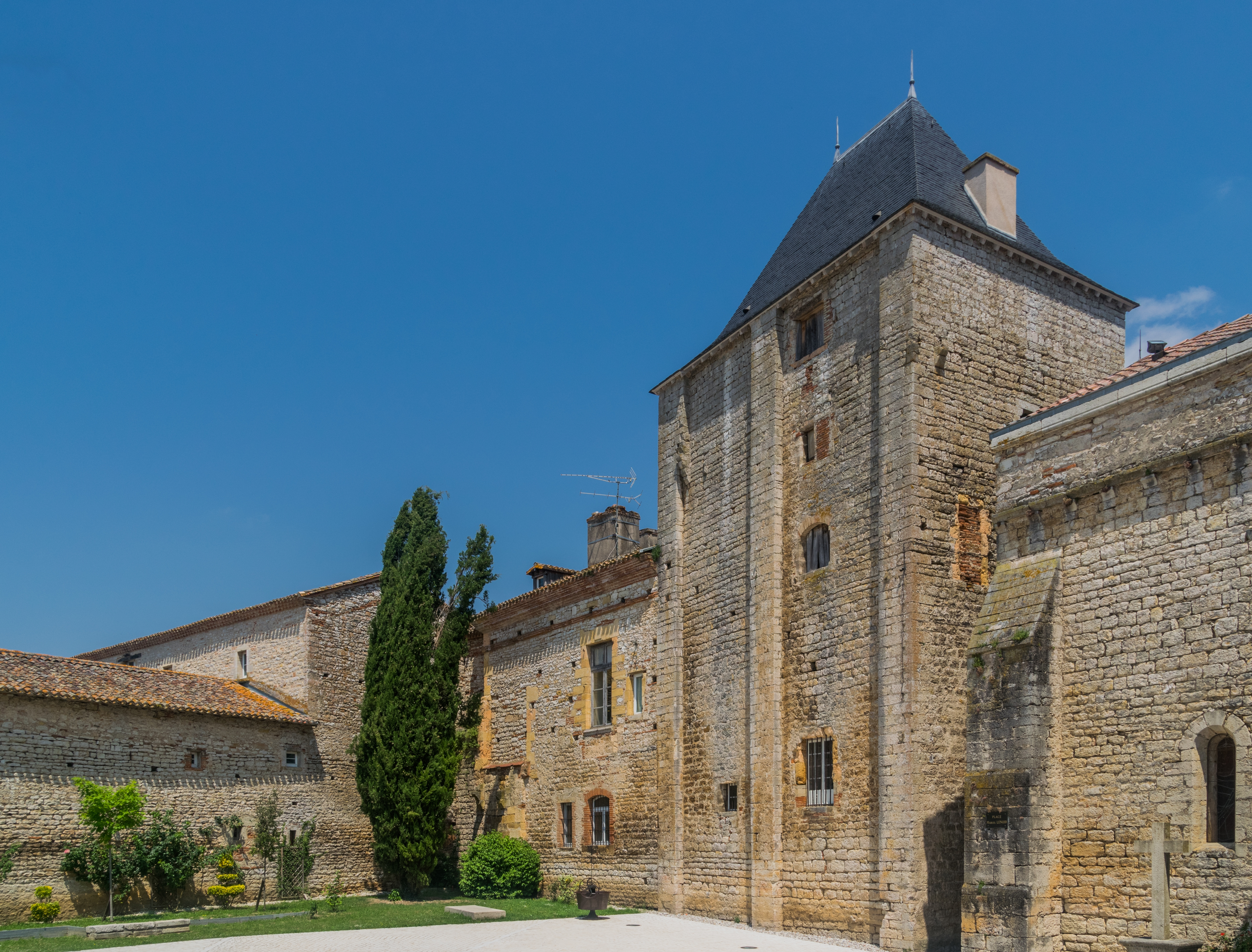
L'ancien donjon templier de Montricoux

: Cet édifice a été classé au titre des Monuments historiques.
| Commanderie              | Ville actuelle (ou à proximité) | Observations |
| ------------------------ | ------------------------------- | --- |
| Bastit du Causse         | Le Bastit                       | , |
| Bordères-sur-l'Échez     | Bordères-sur-l'Échez            | [ 4 ] |
| Boudrac                  | Boudrac                         | [ 5 ] |
| Cahors                   | Cahors                          | , |
| Cambon-du-Temple         | Le Fraysse                      | [ 9 ] |
| Drulhe                   | Drulhe                          | , |
| Espalion                 | Espalion                        | (la): Domus de Spelieu , |
| Gimbrède                 | Gimbrède                        | procès: « domo de Gimbreda, apud Gunbradam, diocesis Lectorensis » dépendant de la baillie d'Argentens en Aquitaine                                                                               |
| Golfech                  | Golfech                         | , |
| Larmont                  | sud-est de Le Castéra           | , |
| Lautrec                  | Lautrec                         | 1285 : « Ato de Salvanhac comandaire de las maios del Temple de la Selva e de Lautrec » Ne pas confondre avec la commanderie de l'ordre hospitalier de Saint-Antoine au sud-est près de Cabrilles |
| La Capelle-Livron        | La Capelle-Livron               | (chapelle), |
| La Cavalerie             | La Cavalerie                    | [ 12 ] |
| La Clau                  | Vézins-de-Lévézou               | , |
| La Claverie              | Ayguetinte                      | [ 20 ] |
| La Couvertoirade         | La Couvertoirade                | [ 12 ] |
| La Selve                 | La Selve                        | , |
| La Villedieu             | La Ville-Dieu-du-Temple         | [ 15 ] |
| Marestaing               | Marestaing                      | , |
| Millau                   | Millau                          | [ 10 ] |
| Mirepoix                 | Mirepoix                        | domus Templi de Mirapisce (1306) |
| Montricoux               | Montricoux                      | , |
| Montsaunès               | Montsaunès                      | [ 24 ] |
| La Nogarède              | Pamiers                         | domum Templi miliciae Nucaretae (1227) domus Templi de Nogareda juxta Appamias (1307) |
| Sainte-Eulalie-de-Cernon | Sainte-Eulalie-de-Cernon        | , |
| Toulouse                 | Toulouse                        | [ 28 ] |
| Vaour                    | Vaour                           | Domus Templi de Vaor, Albiensis diocesis |

| Localisation géographique |
| --- |
| \| Languedoc- Roussillon Auvergne Limousin Aquitaine Aragon Catalogne Le Bastit Bordères Boudrac Cahors Cambon -du-Temple Drulhe Espalion Gimbrède Golfech Larmont Lautrec La Capelle La Cavalerie La Clau -La Claverie -La Couv. La Nogarède La Selve La Villedieu Marestaing Millau Mirepoix Montricoux Montsaunès Ste-Eulalie -Toulouse -Vaour \| |
| Languedoc- Roussillon Auvergne Limousin Aquitaine Aragon Catalogne Le Bastit Bordères Boudrac Cahors Cambon -du-Temple Drulhe Espalion Gimbrède Golfech Larmont Lautrec La Capelle La Cavalerie La Clau -La Claverie -La Couv. La Nogarède La Selve La Villedieu Marestaing Millau Mirepoix Montricoux Montsaunès Ste-Eulalie -Toulouse -Vaour       |

## Autres lieux
- Des biens dépendants de la commanderie de Boudrac à Arné, Balesta, Cazarilh, Cizos, Lalanne-Arqué, Lécussan et Mont-d'Astarac[21]
- La seigneurie de Canens qui dépendait de Montsaunès[30]
- Des biens à Fontenilles[21]
- La seigneurie de Larramet, au sud de Tournefeuille[16]
- Le château de Patras qui était situé à l'Isle-Jourdain[21]
- Les deux tiers de la seigneurie de Plagne dépendant de Montsaunès, l'autre tiers revenant au seigneur d'Aspet[31]
- La seigneurie de Salles-sur-Garonne à partir de 1270[16]
- La maison du temple de Toulouse et sa chapelle[21]
- La maison du temple de Villefranche-de-Rouergue qui semblait dépendre de Drulhe[32]

### Département de l'Aveyron
- Fief de Tizac[33] (initialement dépendant de Toulouse)
- Dépendants de la baillie/commanderie de Sainte-Eulalie-de-Cernon :
  - Maison du Temple de La Cavalerie
  - Maison du Temple de La Couvertoirade
  - Maison du Temple de Monteils (Montels)[34], commune de La Serre
  - Paroisse de Saint-Etienne-du-Larzac (1187, 1213), commune de Sainte-Eulalie-du-Cernon
- Commanderie de Millau
- Dépendant de la baillie/commanderie de Saint-Felix-de-Sorgues[35]:
  - Château de Lapeyre
- Commanderie de Martrin
- Dépendants de la commanderie de La Selve :
  - Lanel (terres, 1289), commune de Cunac dans le département du Tarn
  - Chateau de Sermur-sur-Viaur
- Dépendants de la Commanderie de Villefranche-de-Rouergue, puis lors de la dévolution aux Hospitaliers de la Commanderie de La Capelle-Livron
  - Maison du Temple de Ginouilhac (1243)[36], commune de Martiel
    - Fermes de L'Espinassière[N 2], du Juge[N 3] et de Bramaloup[N 4] (même commune)
- Commanderie de Drulhe, déménagée et fusionnée avec la Commanderie de Lugan par les Hospitaliers
- Dépendants de la Commanderie d'Espalion
  - Maison du Temple de Rodez
  - Maison du Temple d'Albinhac[37],[38], commune de Brommat ou d'Aubignac[39], commune de Bozouls ? (domus Templi de Albinhaco Ruthenensis diocesis)[40]
  - Saint-Martin-de-Limouse
  - Saint-Austremoine, actuellement commune de Salles-la-Source
- Commanderie de La Clau, actuellement commune de Vézins-de-Lévézou, annexée à la Commanderie de Canabières à la dévolution à l'Ordre des Hospitaliers, actuellement commune de Salles-Curan

| Département de l'Aveyron |
| --- |
| \| Auvergne Languedoc-R. Languedoc -Roussillon Lot Tarn -et-G. Drulhe Espalion La Clau La Couvertoirade La Selve Ste-Eulalie Ginouilhac La Cavalerie Monteils St-Etienne Tizac \| |
| Auvergne Languedoc-R. Languedoc -Roussillon Lot Tarn -et-G. Drulhe Espalion La Clau La Couvertoirade La Selve Ste-Eulalie Ginouilhac La Cavalerie Monteils St-Etienne Tizac       |

### Département du Gers
- Le fief de Cadeillan qui dépendait de Montsaunès[41] en Comminges (Haute-Garonne)
- La maison du Temple de Gaillarvielle (Gaillarville)
- La co-seigneurie de Marestaing[16] devenue commanderie en 1212, dépendante de Larmont à partir de 1228[17]
- Le château de Patras (1231), commune de l'Isle-Jourdain appelé ensuite la maison du Temple de l'Isle[N 5]
- Le fief de Tachoires (1234)[42]
- Dépendants de la Cavalerie (La Claverie):
- Dépendants de Bordères:
  - Co-seigneurie de Manciet (Mancied) partagée avec les Hospitaliers ainsi qu'avec l'ordre de la Foi et de la Paix (en)[43].

| Localisation géographique |
| --- |
| \| Aquitaine Ariège Aude Hautes-Pyrénées Tarn Tarn- et-Garonne Gimbrède Larmont -La Claverie Marestaing Cadeillan L'Isle Tachoires Gaillarvielle Manciet \| |
| Aquitaine Ariège Aude Hautes-Pyrénées Tarn Tarn- et-Garonne Gimbrède Larmont -La Claverie Marestaing Cadeillan L'Isle Tachoires Gaillarvielle Manciet       |

### Département de la Haute-Garonne
- Dépendants de la baillie/commanderie de Toulouse:
  - Fief de Fontenilles (Villam de Fontenillas, 1162)[44]
  - Maison du Temple de Larmont (Lauromonte, 1221), commune de Le Castéra[N 6]
  - Maison du Temple de Larramet, « chemin de Larramet ; La Ramée », commune de Tournefeuille
  - Fief de Lespinet[33]
  - Fief de Bamville[33] (Manville?)
  - Fief de Peirelate (1169)[33] (La Cavalerie)[N 7]
- Dépendants de la commanderie de Montsaunès :
  - Fief de Figarol (1251)

| Localisation géographique |
| --- |
| \| Aragon Ariège Aude Gers Htes Pyr. Tarn Tarn-et-Garonne Boudrac Larmont Montsaunès Toulouse Figarol Fontenilles Larramet Lespinet Peirelate \| |
| Aragon Ariège Aude Gers Htes Pyr. Tarn Tarn-et-Garonne Boudrac Larmont Montsaunès Toulouse Figarol Fontenilles Larramet Lespinet Peirelate       |

### Département du Lot
- Dépendants de la commanderie de Cahors (sainte-Marie du Temple)[45]:
  - Maison du Temple de Carnac (domus Templi de Cazenaco et de Travays, 1290)
  - Alleu de Genebrède (Ginibrède)[N 8], commune de Castelnau-Montratier
  - Fiefs de Audubrand (Audebrand)[N 9], de la Tour d'Etienne et de Labouffie[46]
  - Maison du Temple de Trébaïx[47] (domus Templi de Cazenaco et de Travays, 1290)
- Dépendants de la commanderie / baillie du Bastit[48]:
  - Maison du Temple de Cras[49],[50]
    - Église de Cras et de Saint-Laurent (1255)[51]

  - Hospice de Miers[52]
  - Nadillac (1277, paroisse/église)[53]
  - La Pomarède (1298), à proximité du lieu-dit Les Landes, commune de Peyrilles[N 10]
    - Domaine de Septfons (1298), commune de Saint-Germain-du-Bel-Air

  - Saint-Vézian, ancienne paroisse près de Montfaucon (1279)[57]
  - Saverguède[N 11] (1293, paroisse)
- Dépendants de la baillie/commanderie de La Capelle-Livron en Tarn-et-Garonne :
  - La maison du temple de Figeac (v.  1187)[58], mentionnée également comme dépendante de Drulhe[32]
- Prieuré Saint-Julien de Cazillac[N 12], commune des Quatre-Routes-du-Lot (1262)[59]
- Hospice de Martel[N 13].

| Localisation géographique |
| --- |
| \| Aquitaine Auv. Limousin Aveyron Tarn-et-Garonne Le Bastit Cahors Audubrand Carnac Genebrède Cras Figeac La Tour d'Etienne Martel Miers Nadillac Pomarède St-Julien de Cazillac Labouffie St-Vézian Septfons Trébaïx \| |
| Aquitaine Auv. Limousin Aveyron Tarn-et-Garonne Le Bastit Cahors Audubrand Carnac Genebrède Cras Figeac La Tour d'Etienne Martel Miers Nadillac Pomarède St-Julien de Cazillac Labouffie St-Vézian Septfons Trébaïx       |

### Département des Hautes-Pyrénées
- Dépendant de la commanderie de Bordères:
  - L'église et la grange d'Ossun[61]
  - Le village de Baussaest, commune de Pintac[61]

| Localisation géographique                                                     |
| ----------------------------------------------------------------------------- |
| \| Aragon Gers Haute Garonne Pyrénées Atlantiques Bordères Ossun Baussaest \| |
| Aragon Gers Haute Garonne Pyrénées Atlantiques Bordères Ossun Baussaest       |

### Département du Tarn
| Localisation géographique |
| --- |
| \| Aude Hérault Aveyron Haute- Garonne Tarn-et- Garonne Cambon · -du-Temple Lautrec Vaour Ambres Cahuzac Graulhet Lanel Marnaves Montricoux Ste-Madeleine \| |
| Aude Hérault Aveyron Haute- Garonne Tarn-et- Garonne Cambon · -du-Temple Lautrec Vaour Ambres Cahuzac Graulhet Lanel Marnaves Montricoux Ste-Madeleine       |

- Des biens (maisons du Temple) entre la rivière du Tarn et la rivière Dadou (au sud) dépendants du commandeur de La Selve et du Cambon-du-Temple (Le Fraysse)[9],[62]
  - Château de Graulhet (el castel de Granoillet, 1211)[63]
  - Lanel (métairie, 1289), commune de Cunac[64],[65]
- Le château d'Ambres (el castel d'Ambres, 1211)[63]
- La fortification de Marnaves (la força de Marlanas, 1211)[63], identifiée comme étant Roquereine[66] (château de la Prune) à l'ouest[N 14]
- Des biens à Cahuzac
- L'église Saint-Sauveur de Lautrec dépendante de la maison du Temple de Lautrec[67]
- La chapelle Sainte-Madeleine des Albis, commune de Penne. Prieuré qui dépendait de Vaour avec les moulins d'Auriol, actuel lieu-dit La Madeleine sur la rive droite de l'Aveyron[68],[69],[N 15].
- L'église de Trévan (la gleia de Trevan et la honor que si aparte, 1174), donation de l'abbé d'Aurillac (Tréban ou Trévien?)[N 16]

### Département de Tarn-et-Garonne
- Dépendants de la baillie/commanderie de La Capelle-Livron :
  - Maison du Temple de Figeac[58], dans le département du Lot

### Possessions douteuses ou à vérifier
- Château d'Aujols, commune d'Aujols[N 17]
- Château du Bastit dit également et à tort de Taillefer[70], commune de Gintrac[N 18]
- Durbans
- Des biens à Soulomès[N 19]
- Château de Castéra (ruines) à Castéra-Verduzan dans le Gers[72]
- Maison de Chaubère à Aragnouet[N 20]
- L'Hôpital Saint-Jean de Jaffa, commune de Sarrazac[N 21]
- Maison du Temple d'Auzits devenue ensuite la maison du Temple de Lugan[73]

## Baillie de Toulouse
Pour un article plus général, voir liste des maîtres de province de l'ordre du Temple.
La province de « Provence et parties des Espagnes » était subdivisée en baillies, entités administratives et territoriales plus restreintes qui s'apparentaient initialement aux différents diocèses où se trouvaient les commanderies, dont celui de Toulouse. Des commandeurs templiers de cette baillie sont attestés jusqu'en 1250 d'après Antoine du Bourg, 1251 selon Émile-Guillaume Léonard.
Cette liste est établie à partir des informations recueillies par Monsieur Léonard, les dates entre parenthèses étant celles indiquées par Monsieur du Bourg.
| Commandeur                                                  | Période                       | Commentaires |
| ----------------------------------------------------------- | ----------------------------- | --- |
| fr. Gerard de Nucero                                        | (1134)                        | Maître des maisons du Temple dans le diocèse de Toulouse |
| fr. Deus de Hugo                                            | (1148)                        | |
| fr. Guillaume de Verdun                                     | c. 1155 (1150)                | Guillelmus de Verduno Maître de la baillie de Gascogne en 1156 |
| fr. Dieudonné (de) Girbert                                  | 1162,                         | Deodatus Girbertus |
| fr. Durand                                                  | (1164)                        | |
| fr. Pierre d'Astugue                                        | 1164, 1166, 1169 (1165-1167)  | Petrus de Stuga |
| fr. Pierre de Toulouse                                      | 1168, 1172-1179 (1167-1179)   | Petrus de Tolosa |
| fr. Pierre Bérenger                                         | 1182, 1184 (1180-1183)        | Petrus Berengarius |
| fr. Raymond Aldric (Oalric)                                 | 1183, 1185-1191 (1184-1191)   | Raimundus Aldricus |
| fr. Guillaume de Samatan                                    | 1193-1194, 1198               | Guillelmus de Samatano. Monsieur du Bourg indique fr. Guillaume de la Mothe pour la période 1192-1198 |
| fr. ?                                                       | ...                           | ... |
| fr. Fortanier d'Écija                                       | 1205 (1201-1204)              | Fortanerius de Astiaga, Fourtanier d'Astiage. |
| fr. Bermond                                                 | 1205-1206 (1204-1205)         | Bermundus. Commandeur de Richerenches (avril 1200) puis du Ruou (décembre 1200, 1202), de Jalès (1206, après la maîtrise de Toulouse) Commandeur de la baillie de Provence (1210), et de nouveau du Ruou (1211). |
| fr. Bertrand de La Salle                                    | 1205-1208                     | |
| fr. ?                                                       | ...                           | ... |
| fr. Pierre de Castelnau                                     | 1211-1212                     | |
| fr. Bermond                                                 | 1211-1212                     | |
| fr. R. Guizoard (ou Chézoard)                               | 1213-1214                     | |
| fr. Guillaume de La Roque                                   | 1214-1215                     | |
| fr. Guilhem Cadel (Guillaume Catel) (la):Guillelmus Catelli | 1215-1218                     | Cité uniquement par du Bourg, ne figure pas dans la liste établie par Émile-Guillaume Léonard, plus probablement en tant que maître en deçà-mer à ces dates. Commandeur de Saint-Gilles-du-Gard (1201-1203), commandeur de la baillie de Provence (1204-1209), commandeur de Monzón (1210-1212), maître de Provence et parties des Espagnes (c. 1212/14), maître en deçà-mer (c. 1214/16) Grand commandeur en 1222/25, (lieutenant de Pierre de Montaigu) |
| fr. Bertrand de La Roche                                    | 1218-1219,                    | (la):Bertrandus de Roca, de Rupe Commandeur templier de la baillie de Toulouse: « Bertrando de Roca, præceptore Templi de bajulia de Tholosano » 29 nov. 1218 : « Bertrando de Rupe magistro domus milicie Templi et fratri Gregori preceptori ejusdem domus », Toulouse même individu ou homonyme commandeur de Richerenches en 1230 |
| fr. Arnaud de Toulouse                                      | 1221-1224,                    | (la): Arnaldus de Tolosa |
| fr. Raymond Focald                                          | 1224-1225 (1225-1228)         | (la): Raimundus Folcaldus |
| fr. Pierre de Dieu                                          | 1228 (1228-1229)              | (la): Petrus de Deo, de Dieu Commandeur de Saint-Gilles (1208-1217, 1221), |
| fr. Martin de Nesse                                         | 1228-1229, 1231               | (la):Martinus de Nessa, de Nissa Martín de Añesa, originaire d'Aragon (Cinco Villas, près Ejea de los Caballeros), maître de Toulouse (de la baillie). Figure dans des chartes où l'on trouve également un commandeur de Toulouse. Commandeur d'Argentens (1203, 1226, 1228, 1230) et du Mas Deu (1240-1241) |
| fr. Hugues Carbonnel                                        | 1229-1230,                    | (la): Hugo Carbonelli Commandeur de Pézenas (1231) |
| fr. Giraud / Rigaud de La Roche                             | 1232-1233 (1230-1232)         | (la): Giraldus de Rupibus 1232 : « dominus Giraldus de Rupibus magister domus Milicie Templi Tolose et frater Gregorius preceptor ejusdem domus » |
| fr. Martin de Nesse                                         | 1233-1236,                    | (la): Martinus de Nessa 4 avril 1232/33: « Martino de Nessa magistro domus milicie Templi et fratri Gregorio preceptori ejusdem domus » nov. 1236 : « Insuper dominus Martinus de Nessa magister domus milicie templi et frater Gregorius preceptor domus Tolosane et frater Arnaldus de Mazeraguello capellanus » |
| fr. Rigaud de La Roche                                      | 1236                          | (la): Rigaldus de Rupibus 25 mars 1236: « domino Rigaldo de Rupibus magistro domus Milicie Templi Tolose et fratri Gregorio preceptori ejusdem domus » [Peut-être le même que Giraldus de Rupibus en 1232] |
| fr. Raimond de Bruguières                                   | 1237-1240 1242-1245 1250-1251 | (la): Raimundus de Brugaria Antoine du Bourg le nomme Guillaume de Bruguières et indique 1237-1244, 1245-1250 |
| fr. Hugues de Marmande                                      | (1244-1245)                   | [À vérifier] |

En dehors de ces maîtres de baillie, on peut encore citer l'un des commandeurs de Toulouse, Guilhem de Saint-Jean (c. 1260/80) qui fut chapelain du maître de la province de Provence (Roncelin de Fos) en 1273-1275 et qui est devenu ensuite archevêque de Nazareth (1288-1290).